# Jakub Kiwior
Jakub Kiwior (Tychy, 15 de febrero de 2000) es un futbolista polaco que juega como defensa en el Arsenal F. C. de la Premier League de Inglaterra y en la selección nacional de Polonia.

## Trayectoria
Empezó a jugar al fútbol de niño en el PUKKS Chrzciciel Tychy, antes de pasar al UKS Grom Tychy en 2007. En 2012 se incorporó al GKS Tychy, donde subió sus categorías inferiores y comenzó a entrenar con su equipo sénior. En 2016 pasó a la academia del club belga R. S. C. Anderlecht, donde terminó su desarrollo, y permaneció hasta 2018.
Fichó en 2018 por el club eslovaco Železiarne Podbrezová, con el que debutó en categoría absoluta y profesional ante el Nitra en la Fortuna Liga (Superliga eslovaca) el 16 de febrero de 2019. Jugó la totalidad de la victoria por 3-1 en pod Zoborom.
En agosto de 2019 se anunció su fichaje por el MŠK Žilina. Debutó con la camiseta amarilla el 10 de agosto contra el Ružomberok. Mientras que el Žilina consiguió una ventaja de tres goles en la primera parte, el Ružomberok marcó dos en el segundo periodo, por lo que entró para asegurar la defensa, como sustituto de Lukáš Jánošík. Šošoni consiguió mantener la victoria por 3-2 y se mantuvo invicto en la liga.
Más de un mes después, en su segunda aparición, debutó en el once inicial contra el ViOn Zlaté Moravce. Aunque la defensa del Žilina se mantuvo imbatida, los delanteros no consiguieron marcar y el partido concluyó con empate sin goles. El 9 de noviembre dio su primera asistencia con el Žilina. En el Štadión pod Dubňom, el Žilina iba perdiendo por dos goles en la segunda parte contra el Ružomberok. Kiwior, sustituto en la primera parte, logró encontrar a Ján Bernát con un pase y estrechar el marcador. Aun así, el Žilina perdió por 2-1.
Durante la temporada, también realizó apariciones esporádicas con los reservas que competían en la 2. Liga.
Durante la pandemia de coronavirus, como el Žilina había entrado en liquidación para sobrevivir económicamente y, en consecuencia, había liberado a 17 jugadores, no se vio afectado.
El 31 de agosto de 2021 fichó por el Spezia Calcio con un contrato de cuatro años.  Su debut en la Serie A se produjo el 1 de diciembre de 2021 contra el Inter de Milán, encuentro que finalizó con un resultado de 2-0 a favor del combinado milanés tras los goles de Roberto Gagliardini y Lautaro Martínez. Era utilizado a menudo como centrocampista defensivo por su entrenador Thiago Motta debido a su capacidad para poseer y controlar el balón.
El 23 de enero de 2023 firmó un contrato de larga duración con el Arsenal F. C. Debutó contra el Sporting C. P. el 9 de marzo de 2023 en el partido de ida de los octavos de final de la Liga Europa de la UEFA en el que el Arsenal empató 2-2. Debutó en la Premier League como suplente en la victoria del Arsenal por 4-1 contra el Crystal Palace el 19 de marzo. Fue titular por primera vez en la victoria por 3-1 ante el Chelsea F. C. a principios de mayo, tras una actuación irregular de la zaga del Arsenal, debido a la ausencia por lesión de William Saliba. Luego fue titular en el siguiente partido contra el Newcastle United. Ayudó al Arsenal a mantener su portería a cero en ese partido y recibió elogios por su actuación. En la última jornada de la temporada 2022-23, marcó su primer gol con el Arsenal en la victoria por 5-0 ante el Wolverhampton Wanderers.

## Selección nacional
El 17 de mayo de 2022 fue convocado con la selección absoluta polaca para dos partidos de la Liga de Naciones de la UEFA 2022-23 contra Bélgica y Países Bajos. Debutó en este último partido, el 11 de junio, ante los Países Bajos que finalizó en empate a dos.
En noviembre de 2022 fue incluido en la convocatoria de 26 jugadores de Polonia para la Copa Mundial de la FIFA 2022, siendo titular en los cuatro partidos de Polonia durante el torneo.
El 16 de junio de 2023 marcó su primer gol como internacional en un partido amistoso contra Alemania, que ganó Polonia por 1-0.
En junio de 2024 fue seleccionado para representar a Polonia en la Eurocopa 2024 en Alemania.

### Participaciones en Copas del Mundo
| Mundial                        | Sede  | Resultado        | Partidos | Goles |
| ------------------------------ | ----- | ---------------- | -------- | ----- |
| Copa Mundial de Fútbol de 2022 | Catar | Octavos de final | 4        | 0     |

### Participaciones en Eurocopas
| Copa          | Sede     | Resultado    | Partidos | Goles |
| ------------- | -------- | ------------ | -------- | ----- |
| Eurocopa 2024 | Alemania | Primera fase | 3        | 0     |

## Estadísticas

### Clubes
Actualizado al último partido disputado el 4 de diciembre de 2024.
| Club                                     | Div.          | Temporada     | Liga  | Liga  | Copas nacionales | Copas nacionales | Copas internacionales | Copas internacionales | Total | Total |
| Club                                     | Div.          | Temporada     | Part. | Goles | Part.            | Goles            | Part.                 | Goles                 | Part. | Goles |
| ---------------------------------------- | ------------- | ------------- | ----- | ----- | ---------------- | ---------------- | --------------------- | --------------------- | ----- | ----- |
| F. K. Železiarne Podbrezová · Eslovaquia | 1.ª           | 2018-19       | 14    | 1     | 0                | 0                | —                     | —                     | 14    | 1     |
| F. K. Železiarne Podbrezová · Eslovaquia | 2.ª           | 2019-20       | 2     | 0     | 0                | 0                | —                     | —                     | 2     | 0     |
| F. K. Železiarne Podbrezová · Eslovaquia | Total club    | Total club    | 16    | 1     | 0                | 0                | 0                     | 0                     | 16    | 1     |
| MŠK Žilina II · Eslovaquia               | 2.ª           | 2019-20       | 4     | 0     | —                | —                | —                     | —                     | 4     | 0     |
| MŠK Žilina II · Eslovaquia               | 2.ª           | 2020-21       | 3     | 0     | —                | —                | —                     | —                     | 3     | 0     |
| MŠK Žilina II · Eslovaquia               | Total club    | Total club    | 7     | 0     | 0                | 0                | 0                     | 0                     | 7     | 0     |
| MŠK Žilina · Eslovaquia                  | 1.ª           | 2019-20       | 13    | 0     | 1                | 0                | —                     | —                     | 14    | 0     |
| MŠK Žilina · Eslovaquia                  | 1.ª           | 2020-21       | 30    | 2     | 3                | 1                | —                     | —                     | 33    | 3     |
| MŠK Žilina · Eslovaquia                  | 1.ª           | 2021-22       | 3     | 1     | 0                | 0                | 8                     | 0                     | 11    | 1     |
| MŠK Žilina · Eslovaquia                  | Total club    | Total club    | 46    | 3     | 4                | 1                | 8                     | 0                     | 58    | 4     |
| Spezia Calcio · Italia                   | 1.ª           | 2021-22       | 22    | 0     | 1                | 0                | —                     | —                     | 23    | 0     |
| Spezia Calcio · Italia                   | 1.ª           | 2022-23       | 17    | 0     | 3                | 0                | —                     | —                     | 20    | 0     |
| Spezia Calcio · Italia                   | Total club    | Total club    | 39    | 0     | 4                | 0                | 0                     | 0                     | 43    | 0     |
| Arsenal F. C. Inglaterra                 | 1.ª           | 2022–23       | 7     | 1     | 0                | 0                | 1                     | 0                     | 8     | 1     |
| Arsenal F. C. Inglaterra                 | 1.ª           | 2023-24       | 20    | 1     | 3                | 0                | 7                     | 0                     | 30    | 1     |
| Arsenal F. C. Inglaterra                 | 1.ª           | 2024-25       | 7     | 0     | 2                | 0                | 2                     | 0                     | 11    | 0     |
| Arsenal F. C. Inglaterra                 | Total club    | Total club    | 34    | 2     | 5                | 0                | 10                    | 0                     | 49    | 2     |
| Total carrera                            | Total carrera | Total carrera | 142   | 6     | 13               | 1                | 18                    | 0                     | 173   | 7     |

## Palmarés

### Campeonatos nacionales
| Título           | Club          | Sede       | Año  |
| ---------------- | ------------- | ---------- | ---- |
| Community Shield | Arsenal F. C. | Inglaterra | 2023 |